# Yoshiaki Fujita
Yoshiaki Fujita (藤田 義明, Fujita Yoshiaki) est un footballeur japonais né le 12 janvier 1983. Il évolue au poste de défenseur.

## Palmarès
- Vainqueur de la Coupe de la Ligue japonaise en 2008 avec l'Oita Trinita
- Vainqueur de la Coupe Suruga Bank en 2011 avec le Júbilo Iwata